# Hermann auf der Heide
Hermann auf der Heide (1. lipnja 1911. – 17. listopada 1984.) je bivši njemački hokejaš na travi. Igrao je na mjestu braniča.
Osvojio je srebrno odličje na hokejaškom turniru na Olimpijskim igrama 1936. u Berlinu igrajući za Njemačku. Odigrao je jedan susret.

## Vanjske poveznice
- Profil na Database Olympics